# 진실금지구역
《진실금지구역》은 2016년에 개봉한 중국의 영화이다.

## 캐스팅
- 곽건화 : 치우리 / 티안유 역
- 임달화 : 메이신 역
- 장혁 : 우지안 역
- 고첩
- 열의찰
- 한지석
- 처샤오
- 연개